# Брајтенбрун (Швабија)
Брајтенбрун (њем. Breitenbrunn) општина је у њемачкој савезној држави Баварска. Једно је од 52 општинска средишта округа Унтералгој. Према процјени из 2010. у општини је живјело 2.281 становника. Посједује регионалну шифру (AGS) 9778121.

## Географски и демографски подаци
Брајтенбрун се налази у савезној држави Баварска у округу Унтералгој. Општина се налази на надморској висини од 552 метра. Површина општине износи 41,9 km². У самом мјесту је, према процјени из 2010. године, живјело 2.281 становника. Просјечна густина становништва износи 54 становника/km².

## Међународна сарадња
| Мјесто | Држава    | Врста сарадње | Од    |
| ------ | --------- | ------------- | ----- |
|        | Француска | партнерство   | 1976. |
| Герчењ | Мађарска  | партнерство   | 1995. |
| Извор  |           |               |       |